# The Gift (Game of Thrones)
«The Gift» (literalment en català, "El regal") és el setè episodi de la cinquena temporada, el 47è del total, de la sèrie televisiva Game of Thrones de la productora nord-americana HBO. L'episodi va ser escrit per David Benioff i D.B. Weiss i dirigit per Miguel Sapochnik. Es va estrenar el 24 de maig del 2015.

## Argument

### Al Mur
Jon (Kit Harington) marxa cap a Hardhome amb Tormund (Kristofer Hivju) i alguns exploradors, malgrat els retrets de Ser Alliser (Owen Teale). Abans de partir, Sam (John Bradley) dona a Jon un punyal de vidredrac per defensar-se dels Caminants Blancs. Després, Sam i Gilly (Hannah Murray) visiten el maestre Aemon (Peter Vaughan) que ha caigut malalt. Després d'estar amb ell fins al vespre, Aemon mor, i al matí Sam li ret honors abans d'encendre la seva pira funerària. Després, Gilly és atacada al menjador per dos germans, però Sam i el llop de Jon, Fantasma, venen al seu rescat. Sam en surt molt colpejat però Gilly s'encarrega de fer-li les cures més efectives.

### Al Nord
A Hivèrnia, Reek (Alfie Allen) porta el menjar a Sansa (Sophie Turner), que roman tancada en el seu dormitori. Ella li demana que encengui una espelma a la part superior de la torre trencada per tal d'enviar un senyal als simpatitzants dels Stark perquè puguin alliberar-la. En canvi, Reek li explica a Ramsay, que reacciona escorxant i matant a l'anciana que feia de missatgera. Mentrestant, Brienne (Gwendoline Christie) i Podrick (Daniel Portman) esperen el senyal en va.
No gaire lluny, les tropes de Stannis (Stephen Dillane) estan acampades enmig d'una tempesta de neu. Davos (Liam Cunningham) es reuneix amb Stannis i li diu que els subministraments i els cavalls s'han perdut pel mal temps. Els Corbs de Tempesta, un grup de mercenaris, també han abandonat les tropes durant la nit. Davos suggereix tornar al Castell Negre, però Stannis respon que això suposaria retardar l'ofensiva durant anys, ja que els hiverns a Ponent poden durar molt temps. Després Stannis demana a Melisandre (Carice van Houten) si està segura de la seva victòria. Melisandre li diu que ella va tenir una visió de Stannis guanyador, però també li demana permís per sacrificar Shireen al Déu Roig. Stannis es disgusta molt i s'hi nega.

### A l'altre costat del Mar Estret
Jorah (Iain Glen) és venut pels traficants d'esclaus a un noble de Meeren, Yezzan zo Qaggaz (Enzo Cilenti) mentre que Tyrion (Peter Dinklage) aconsegueix que també el comprin. A Meereen, Daenerys (Emilia Clarke) i Daario (Michiel Huisman) discuteixen el projectat matrimoni amb Hizdahr zo Loraq (Joel Fry). Daario li aconsella que mati a tots els nobles de Mereen quan aconsegueixen reobrir els pous de combat, però ella s'hi nega. Yezzan porta als seus combatents a Meereen, on lluiten davant de Daenerys. Quan Jorah s'adona que Daenerys està present, entra en els pous i fàcilment derrota als altres combatents abans de revelar la seva identitat a Daenerys, que ordena que se l'emportin però Jorah li diu que li porta un regal, i Tyrion entra a la sorra, on li revela la seva identitat.

### A Dorne
Myrcella (Nell Tiger Free) parla amb el seu pare Jaime (Nikolaj Coster-Waldau), i li pregunta per què vol endur-se-la a Port Reial, quan ella vol quedar-se i casar-se amb Trystane. A les cel·les, Bronn (Jerome Flynn) és seduït per Tyene Sand (Rosabell Laurenti Sellers), abans de saber que les seva daga portava verí d'acció lenta quan li va ferir el braç. Ell sucumbeix lentament al verí, però Tyene li dona l'antídot després d'obligar-lo a proclamar-la com la dona més bella del món.

### A Port Reial
Al septe de Baelor, Olenna (Diana Rigg) es reuneix amb el Pardal Suprem (Jonathan Pryce) per discutir l'empresonament dels seus nets, Loras (Finn Jones) i Margaery (Natalie Dormer). Ella exigeix que els alliberi, però ell s'hi nega, afirmant que han de ser castigats pels seus crims. El Pardal Suprem li diu que les lleis de la fe s'han d'aplicar a tots per igual. Olenna primer intenta subornar-lo, però, veient que no es pot comprar, amenaça d'acabar amb el suport de la casa Tyrell a la capital, posant fi als enviaments d'aliments. En sortir, Olenna rep una carta de Petyr Baelish (Aidan Gillen). A la Fortalesa Roja, Tommen (Dean-Charles Chapman) està angoixat per no poder alliberar a Margaery. Cersei (Lena Headey) s'ofereix a parlar amb el Pardal Suprem i advocar per l'alliberament de Margaery i Loras.
Petyr es reuneix amb Olenna en un dels seus prostíbuls saquejats, on comparteixen una tensa conversa. Olenna recorda a Petyr el paper que va jugar en l'assassinat de Joffrey, i adverteix que, si no es solucionen els problemes, no mantindrà la seva participació en secret. Al setembre, Cersei es reuneix amb Margaery i li porta menjar, però Margaery la rebutja. Cersei es reuneix amb el Pardal Suprem, i després d'una breu discussió sobre Margaery i Loras, ordena la seva detenció, després d'assabentar-se de la seva relació adúltera amb Lancel (Eugene Simon).

## Producció

### Guió
Aquest episodi va ser escrit per David Benioff i DB Weiss, creadors de la sèrie. Recull el contingut de les novel·les de George R.R. Martin: Festí de Corbs (Samwell II, Samwell IV i
Cersei X) i Dansa de Dracs (Premi del Rei, Tyrion X i Daenerys IV).
Igual que en altres episodis de la cinquena temporada, aquest diferia considerablement de les novel·les de Martin. La mort d'Aemon es produeix al Castell Negre en lloc d'en alta mar. Myles McNutt d'AV Club escriu, «s'estableix un canvi de guàrdia al Castell Negre i es marca el ressorgiment de Sam com un personatge més significatiu». Per Sara Stewart del New York Post un dels canvis substancials amb els llibres és quan Tyrion es presenta davant Daenerys al final de l'episodi, cosa que s'explica a Dansa de Dracs. La decisió va ser aprovada en gran manera per crítics com els de The Atlantic i altres publicacions. David Benioff va esmentar el ritme més ràpid de l'adaptació televisiva per justificar aquesta decisió.

## Audiències i crítica

### Audiències de televisió
«The Gift» va ser vist per 5,40 milions d'espectadors durant la seva primera emissió. Això suposa menys espectadors que l'episodi anterior, «Unbowed, Unbent, Unbroken», que va tenir una audiència de 6,2 milions. Segons Business Insider, la probable causa de la baixada d'audiència inclou la reacció a l'escena de la violació en l'episodi anterior, en resposta a la qual molts aficionats van anunciar que deixarien de veure la sèrie i a l'augment de l'streaming a través d'HBO. Rebecca Martin de Wetpaint, però, sosté que la data d'emissió, en la diada del Memorial Day, era probablement l'única raó de la disminució de l'audiència.

### Crítiques
L'episodi va rebre crítiques molt positives. En va obtenir un 91% a Rotten Tomatoes, amb una qualificació mitjana del 7,9/10, «'The Gift' suposa un gir satisfactori en el conjunt de la trama tot i que continua preocupant des de l'episodi anterior.»
Erik Kain de Forbes va escriure: «Emocionant episodi, tens, excel·lent", encara que Myles McNutt d'AV Club va posar en dubte tant l'anèmica història de Dorne com la gratuïtat de la nuesa de Tyene en l'escena de la presó.